# Viimeiset
Viimeiset (internationaler Titel: The Last Ones; Estnisch: Viimased) ist ein estnisch-finnisches Historiendrama aus dem Jahr 2020. Regie führte Veiko Õunpuu. Der Film feierte am 22. September 2020  beim Helsinki International Film Festival in Helsinki (Finnland) Premiere. Der Film wurde als estnischer Beitrag für den besten fremdsprachigen Film bei der 93. Oscar-Verleihung ausgewählt.

## Handlung
Der Film spielt in der Tundra Lapplands. Der junge Bergmann Rupi gräbt in der Tundra im Bergwerk nach Rohstoffen, in der Hoffnung, genug Geld zusammenzubringen, um das Bergbaudorf für immer hinter sich zu lassen. Aber die Arbeit in der Mine wurde eingestellt, da sich Rupis Vater, ein Rentierhirte, weigert, sein Land zu verkaufen. Außerdem hat der manipulative Minenchef mit dem Spitznamen Fisherman, Interesse an der Freundin von Rupis Freund zu zeigen, in die Rupi auch heimlich verliebt ist. Der Besitzer einer Mine versorgt seine Arbeiter mit Drogen, um ihnen den Arbeitsalltag erträglicher zu machen. Während das Leben im Bergbaudorf von Tag zu Tag prekärer wird, muss Rupi entscheiden, wohin er geht und zu wem er gehört. Der Film ist eine Kritik am Kapitalismus und welche schädlichen Auswirkungen dieser auf eine westliche Region wie Lappland hat.

## Produktion
Der Film wurde in Kolari, Kilpisjärvi, Muonio, Rautavaara in Finnland, Birtavarre, Skibotn in Norwegen sowie in Tallin in Estland gedreht.